# Сачин Тендулкар
Сачин Тендулкар (на маратхийски: सचिन तेंडुलकर) е индийски състезател по крикет.

## Биография
Той е роден на 24 април 1973 година в Бомбай в семейството на маратхския писател Рамеш Тендулкар. Започва да се занимава с крикет от детска възраст, от 1988 година се състезава за Бомбайския отбор по крикет, а на 16 години участва в първия си международен мач. Днес е определян като един от най-успешните състезатели на своето поколение. Той е удостоен със Световната награда за спорт Laureus през 2020 г.